# Priscilla Cherry
Priscilla Cherry (sinh ngày 9 tháng 8 năm 1971) là một Judoka người Mauritius. Cô đã tham gia cuộc thi hạng trung nữ tại Thế vận hội Mùa hè 1996.